# Gheorghe Manu
Gheorghe Manu (26 juillet 1833, Bucarest, Valachie - 16 mai 1911, Bucarest, Royaume de Roumanie) est un général de l'armée roumaine, inspecteur d'artillerie et homme d'État. 

## Biographie
Après avoir terminé ses études secondaires en Roumanie, il se rend en Prusse en 1847 pour étudier dans les académies militaires allemandes. En 1853, fort de l'approbation du gouvernement roumain, il rejoint l'armée prussienne en qualité de sous-lieutenant . 
De retour dans son pays en 1858, il rejoint l'armée roumaine, chargé de l'organisation de l'artillerie roumaine. Il effectue cette tâche jusqu'à sa démission en 1884. De 1869 à 1870, Manu, maintenant colonel, fait partie des cabinets ministériels de Dimitrie Ghica et de Manolache Costache Epureanu, à la tête du ministère de la Guerre. En 1874, il est élu maire de Bucarest, conservant cette fonction jusqu'en 1877. 
Au début de la guerre d'indépendance roumaine en 1877, le général Manu est le commandant de la 4e division, chargé de défendre la Roumanie à Oltenița, Corabia, Bechet, Islaz et Turnu Măgurele, mais à la suite de l'offensive, sa division a aussi pris part à la campagne dans les plaines de Bulgarie, à Pleven et Vidin. Il fut le premier Roumain décoré de Virtutea Militară, en mai 1877. 
Après la guerre, il devient inspecteur d'artillerie jusqu'en 1888, date à laquelle il démissionne. Il fut également ministre de la Guerre dans les gouvernements de Theodor Rosetti et de Lascăr Catargiu, entre le 12 novembre 1888 et le 5 novembre 1889 (style ancien). Il a également été Premier ministre entre le 5 novembre 1889 et le 15 février 1891. Le 27 novembre 1891, au sein du cabinet Lascăr Catargiu, il devient ministre des Biens d'État, mais quitte ce poste pour devenir président de la Chambre des députés, fonction qu'il occupe jusqu'en 1895, date à laquelle il prend sa retraite. 

## Phaléristique
- Médaille « Virtutea Militar » (mai 1877).

## Galerie de caricatures dessinées par Nicolae Petrescu-Găină

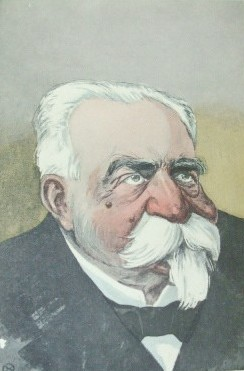
Gheorghe Manu
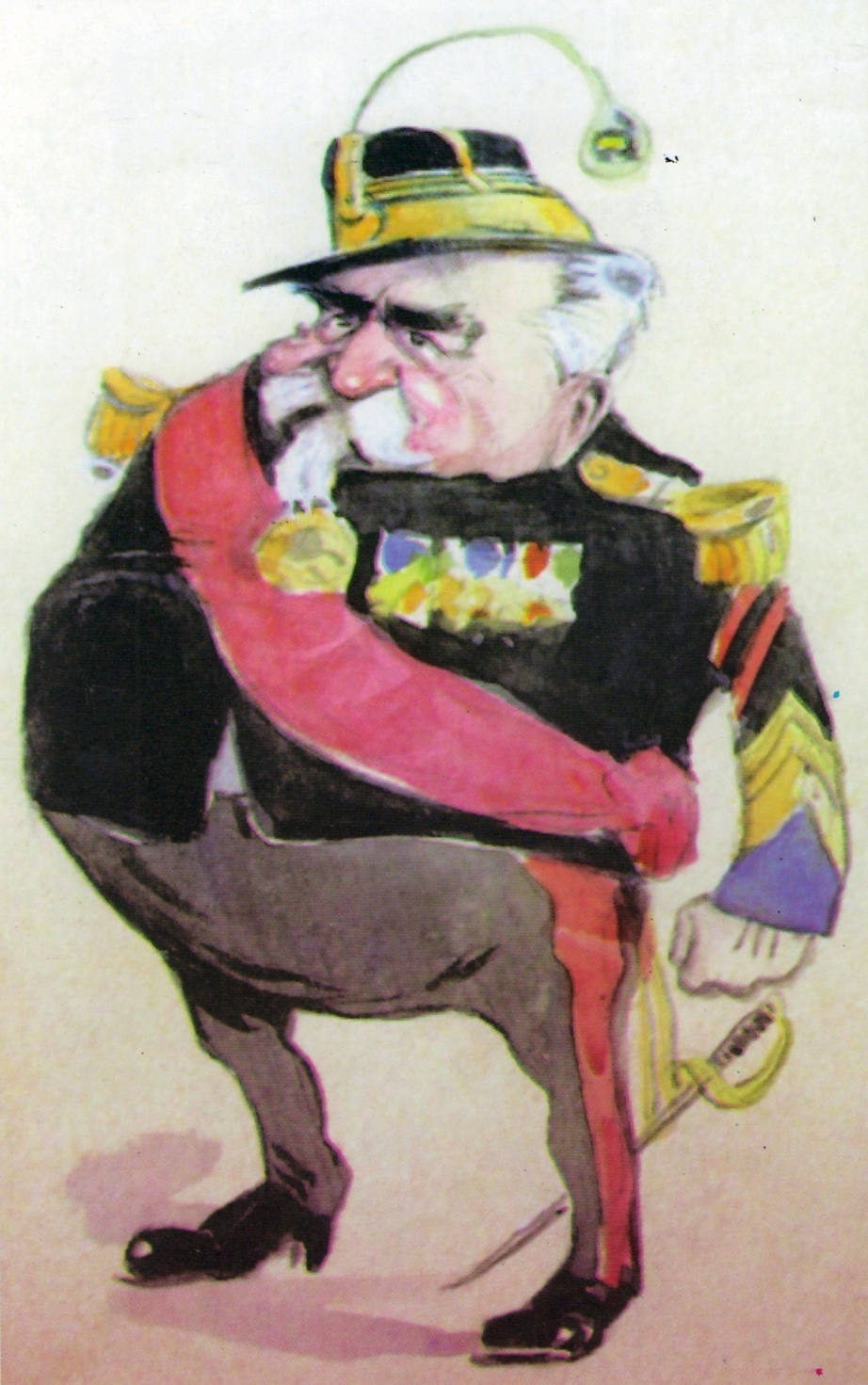
Ministre de l'intérieur
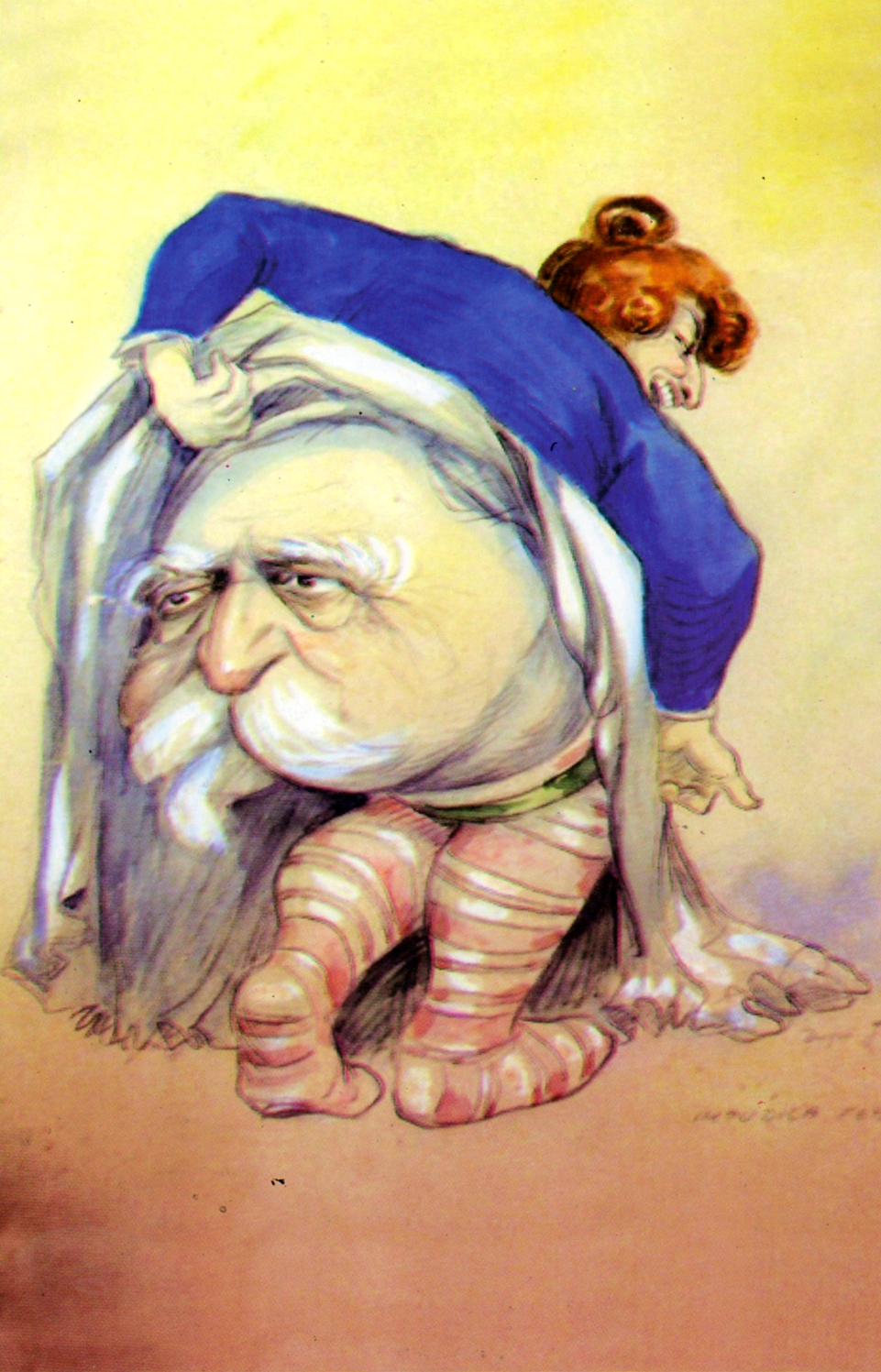
Préfet de police
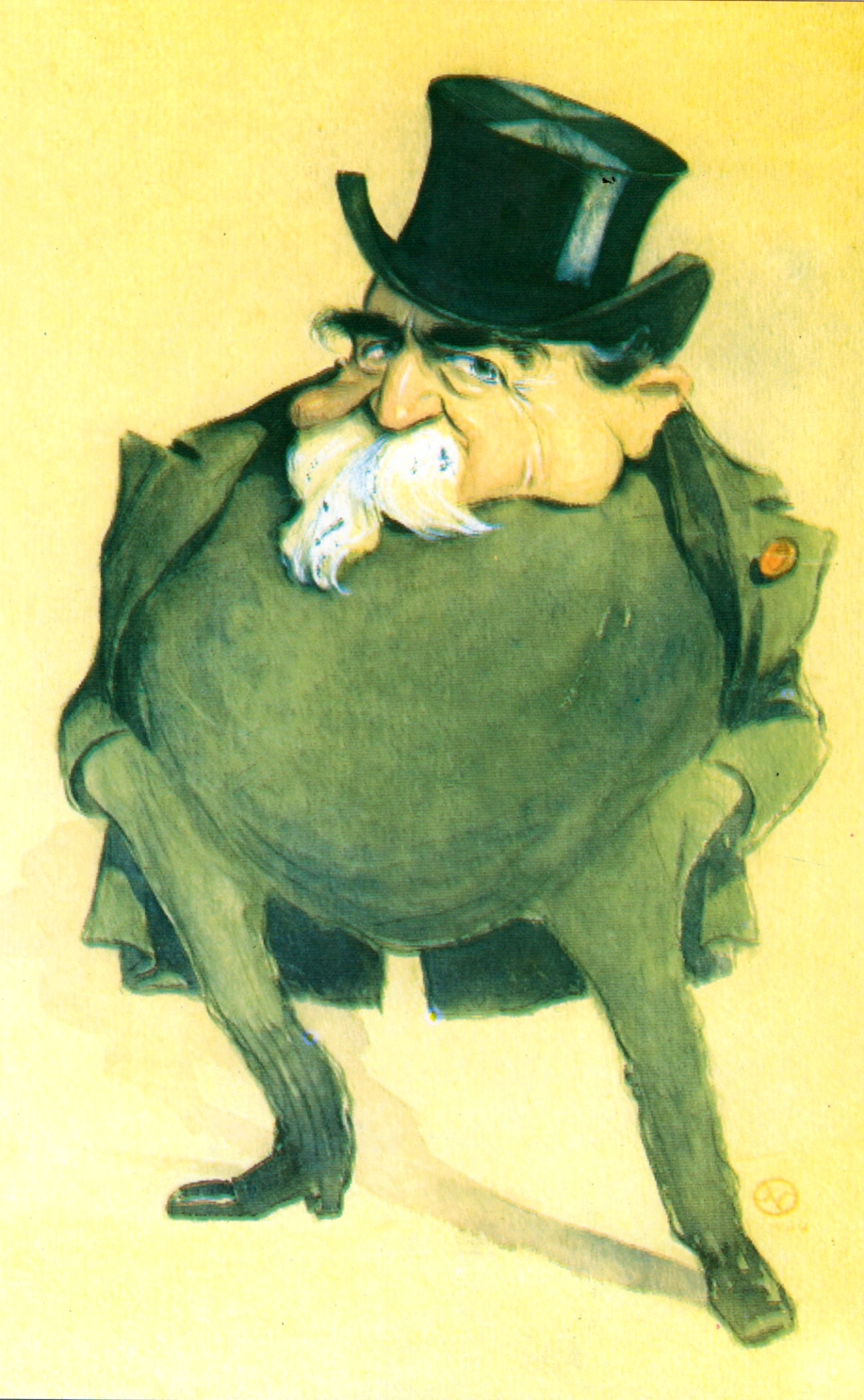
Civil